# جوديث هيومان
جوديث إلين هيومان (18 ديسمبر 1947 - 04 مارس 2023) ناشطة أمريكية في مجال حقوق الأشخاص ذوي الإعاقة، والمعروفة باسم "أم حركة حقوق الأشخاص ذوي الإعاقة". تم الاعتراف بها دوليًا كقائدة في مجتمع ذوي الإعاقة. عرفت باعتبارها مدافعة عن الحقوق المدنية للأشخاص ذوي الإعاقة طوال حياته. وقد أنتج عملها مع الحكومات والمنظمات غير الحكومية والمنظمات غير الربحية ومختلف المجموعات الأخرى المعنية بالإعاقة، مساهمات كبيرة منذ السبعينيات في تطوير تشريعات وسياسات حقوق الإنسان التي تفيد الأطفال والبالغين ذوي الإعاقة. ومن خلال عملها في البنك الدولي ووزارة الخارجية، قادت هيومان عملية دمج حقوق الأشخاص ذوي الإعاقة في التنمية الدولية. وسّعت مساهماتها النطاق الدولي لحركة العيش المستقل.
بدأت السيدة هيومان، وهي مصابة بشلل رباعي منذ الطفولة، مسيرتها المهنية في النشاط حيث خاضت معركة منفردة للسماح لها بالعمل كمعلمة في مدينة نيويورك عندما لم يكن التمييز ضد الأشخاص ذوي الإعاقة يُفهم على نطاق واسع. أصبحت مسؤولة في إدارة كلينتون، ومستشارة خاصة في وزارة خارجية أوباما، وزميلة أو عضو مجلس إدارة في بعض المنظمات غير الربحية الرائدة في البلاد. ظهرت أيضًا في الفيلم الوثائقي "Crip Camp" المرشح لجائزة الأوسكار لعام 2020.
ومن عام 1993 إلى عام 2001، عملت هيومان في إدارة كلينتون بصفته السكرتير المساعد لمكتب التعليم الخاص وخدمات إعادة التأهيل في وزارة التعليم. كان هيومان مسؤولاً عن تنفيذ التشريعات على المستوى الوطني لبرامج التعليم الخاص وأبحاث الإعاقة وإعادة التأهيل المهني والحياة المستقلة، حيث يخدم أكثر من 8 ملايين شاب وبالغ من ذوي الإعاقة.
لأكثر من 30 عامًا، شارك هيومان على الجبهة الدولية في العمل مع منظمات الأشخاص ذوي الإعاقة والحكومات في جميع أنحاء العالم لتعزيز حقوق الإنسان للأشخاص ذوي الإعاقة. مثلت وزير التعليم، ريتشارد رايلي، في المؤتمر الدولي حول الإعاقة عام 1995 في مكسيكو سيتي. كانت مندوبة الولايات المتحدة في مؤتمر الأمم المتحدة العالمي الرابع المعني بالمرأة في بكين، الصين. وقد نشطت مع المنظمة الدولية للأشخاص ذوي الإعاقة، والمنظمة الدولية لإعادة التأهيل والعديد من مراكز المعيشة المستقلة في جميع أنحاء العالم. شاركت في تأسيس مركز الحياة المستقلة في بيركلي بكاليفورنيا والمعهد العالمي للإعاقة في أوكلاند بكاليفورنيا.
تخرجت هيومان من جامعة لونغ آيلاند في عام 1969 وحصلت على درجة الماجستير في الصحة العامة من جامعة كاليفورنيا في بيركلي في عام 1975. وقد حصلت على العديد من الجوائز بما في ذلك كونها أول من حصل على جائزة هنري بي بيتس تقديراً للجهود المبذولة لتحسين الصحة العامة كثيرًا. نوعية الحياة للأشخاص ذوي الإعاقة. حصلت على الدكتوراه الفخرية في الآداب الإنسانية من جامعة لونغ آيلاند في بروكلين، والدكتوراه الفخرية في الإدارة العامة من جامعة إلينوي، شامبين، والدكتوراه الفخرية في الخدمة العامة من جامعة توليدو.

## حياتها المبكرة والتعليم
ولدت هيومان في فيلادلفيا، لوالديه فيرنر وإلسي هيومان، اللذين كانا مهاجرين يهوديين ألمانيين. هيومان هي الأكبر بين ثلاثة أطفال، وقد نشأت في بروكلين، نيويورك. جاءت والدتها إلى الولايات المتحدة من ألمانيا في عام 1935 بينما جاء والدها في عام 1934. قُتل أجداد هيومان وأجداد أجداده والعديد من أفراد الأسرة الآخرين في الهولوكوست. شقيقها جوزيف هيومان أستاذ سينمائي ومؤلف.
أصيبت هيومان بمرض شلل الأطفال في عمر 18 شهرًا، واستخدمت كرسيًا متحركًا معظم حياتها. لقد رفضت الكليشيهات حول الإعاقة باعتبارها تجربة مأساوية، ناضل ووالدي جوديث مرارًا وتكرارًا من أجل إدراجها في النظام التعليمي. رفضت المدرسة العامة المحلية السماح لها بالحضور ووصفتها بأنها خطر الحريق بسبب عدم قدرتها على المشي. وبدلاً من ذلك، تلقت لمدة ثلاث سنوات تعليمًا منزليًا مرتين في الأسبوع، لمدة ساعة تقريبًا في كل زيارة. والدة هيومان، إلسا هيومان، ناشطة مجتمعية بحد ذاتها، اعترضت على القرار. ثم سُمح لهيومان بالذهاب إلى مدرسة خاصة في الصف الرابع للأطفال المعاقين. وفقًا لسياسة المدينة، كان على هيومان العودة إلى التعليم المنزلي للمدرسة الثانوية. احتشدت والدة هيومان ضد هذه السياسة مع أولياء الأمور الآخرين الذين مارسوا ضغوطًا كافية على المدرسة لعكس هذه السياسة. التحق هيومان بالمدرسة الثانوية عام 1961.
حضرت معسكر جينيد، وهو معسكر للأطفال ذوي الإعاقة، في هانتر، نيويورك، كل صيف من سن 9 إلى 18 عامًا. وقد جلبت لها التجربة في المعسكر وعيًا أكبر بتجربة الإعاقة المشتركة، وقالت لاحقًا: "لقد حظينا بنفس الفرحة". معًا، نفس الغضب من الطريقة التي عوملنا بها ونفس الإحباطات من الفرص التي لم تتاح لنا." في معسكر جينيد، التقت هيومان ببوبي لين وفريدا تانكوس، وكلاهما ستعمل معهم لاحقًا كناشطة حقوق للإعاقة. تخرج جوديث هيومان من جامعة لونغ آيلاند عام 1969. وحصلت أيضًا على درجة الماجستير في العلوم في الصحة العامة من جامعة كاليفورنيا، بيركلي عام 1975. بعدها بدأت جوديث في اتخاذ خطوات كبيرة نحو حقوق الأشخاص ذوي الإعاقة أثناء التحاقه بجامعة لونغ آيلاند. نظمت مسيرات واحتجاجات مع طلاب آخرين من ذوي الإعاقة وغير ذوي الإعاقة، للمطالبة بالوصول إلى فصولها الدراسية عن طريق المنحدرات والحق في العيش في مسكن.